# Lionel Cranfield, 1:e earl av Middlesex

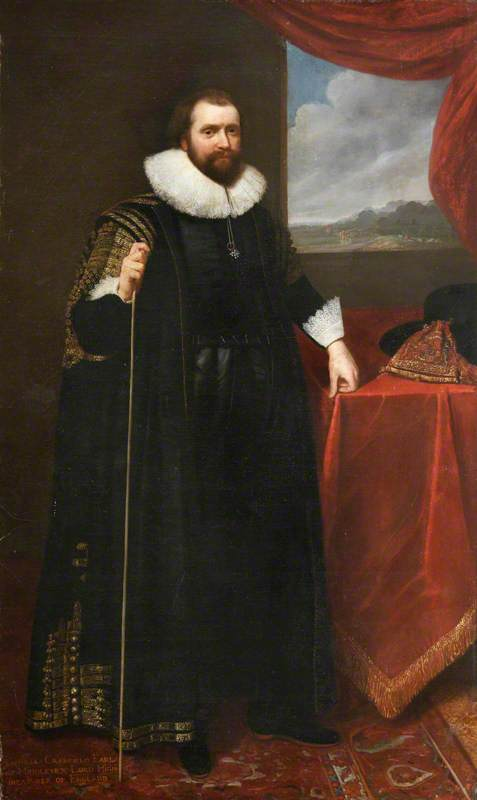
Lionel Cranfield, 1:e earl av Middlesex.

Lionel Cranfield, 1:e earl av Middlesex, född 1575, död den 6 augusti 1645, var en engelsk statsman. Han var morfar till Charles Sackville, 6:e earl av Dorset.
Cranfield förvärvade som köpman på avlägsna farvatten (merchant adventurer) stor förmögenhet och kom i gunst hos Jakob I, som 1613 gjorde honom till direktör för tullverket och sedermera anförtrodde honom flera andra ekonomiska sysslor, vilka han med stor skicklighet förvaltade. Sin ställning vid hovet sökte Cranfield befästa genom att 1621 gifta sig med en av gunstlingen Buckinghams fattiga släktingar. Han tog i underhuset ledande andel i anfallet mot Bacon 1621 och sökte bli dennes efterträdare som lordkansler, men fick nöja sig med peersvärdighet och utnämning till skattmästare (treasurer). År 1622 upphöjdes Cranfield till earl av Middlesex. Av finansiella skäl ställde sig Cranfield 1624 i spetsen för oppositionen mot krig med Spanien och ådrog sig till följd därav en svagt bestyrkt anklagelse för oredlighet, vilken ledde till hans domfällande genom impeachment. Cranfield miste sina ämbeten och kastades i fängelse. År 1625 blev han benådad och tillbragte sitt återstående liv i obemärkthet. 